# جورج جيمس (عازف جاز)
جورج جيمس (بالإنجليزية: George James)‏ هو عازف جاز أمريكي، ولد في 7 ديسمبر 1906، وتوفي في 30 يناير 1995.